# Terebra nodularis
Terebra nodularis é uma espécie de gastrópode do gênero Terebra, pertencente a família Terebridae.